# Seznam uměleckých realizací ve veřejném prostoru na Žižkově
Seznam uměleckých realizací na Žižkově v Praze 3 obsahuje tvorbu výtvarných umělců umístěnou ve veřejném prostoru v katastrálním území Žižkov. Seznam je řazen podle ulic a nemusí být úplný.

## Seznam uměleckých realizací
| Název                                                                | Fotografie                                                                                       | Lokace                                                                   | Autor                                                                           | Rok       | Popis                                  | Poznámka |
| -------------------------------------------------------------------- | ------------------------------------------------------------------------------------------------ | ------------------------------------------------------------------------ | ------------------------------------------------------------------------------- | --------- | -------------------------------------- | --- |
| Fontánka                                                             |                                                                                                  | Čajkovského 12/12a 50°4′54,9″ s. š., 14°27′10,56″ v. d.                  | neuveden                                                                        | 1985      | socha, keramika                        | Atrium na Žižkově, před vstupem |
| Fontánka v koncertní a výstavní síni Atrium na Žižkově               | Kategorie „Fontánka v koncertní a výstavní síni Atrium na Žižkově“ na Wikimedia Commons          | Čajkovského 12/12a 50°4′55,23″ s. š., 14°27′11,62″ v. d.                 | Jindra Viková Peter Oriešek P. Baňka                                            | 1983      | fontána, glazovaná keramika            | Atrium na Žižkově, kavárna |
| Poezie                                                               | Kategorie „Poesie (Jaroslav Bartoš)“ na Wikimedia Commons                                        | Čajkovského 12/12a 50°4′54,9″ s. š., 14°27′10,56″ v. d.                  | Jaroslav Bartoš (1926–2010)                                                     | 1982      | socha, kámen                           | Atrium na Žižkově, před vstupem |
| Dva železné vlajkové stožáry před koncertní síní v Čajkovského ulici | Kategorie „Dva stožáry (Rudolf Polák)“ na Wikimedia Commons                                      | Čajkovského 12/12a 50°4′55,15″ s. š., 14°27′10,33″ v. d.                 | Rudolf Polák (* 1933)                                                           | 1985      | vlajková výzdoba, ocel                 | Atrium na Žižkově, před vstupem |
| Matka s dítětem                                                      | Kategorie „Matka s dítětem (Ludvík Kodym, Božena Kodymová)“ na Wikimedia Commons                 | Habrová 2654/2 50°5′18,18″ s. š., 14°29′38,59″ v. d.                     | Ludvík Kodym (* 1922) Božena Kodymová (* 1926)                                  | 1977      | socha, pískovec                        | ošetřovatelský domov |
| Sedící dívka                                                         | Kategorie „Sedící (Vladimír Kýn)“ na Wikimedia Commons                                           | Hartigova 50°5′33,88″ s. š., 14°29′19,89″ v. d.                          | Vladimír Kýn (1923–2004)                                                        | 1970      | socha, vápenec                         | volný prostor |
| Čtyři barevné štíty                                                  | Kategorie „Čtyři barevné štíty (Bedřich Dlouhý)“ na Wikimedia Commons                            | Hartigova 1956/214 50°5′32,37″ s. š., 14°29′21,51″ v. d.                 | Bedřich Dlouhý                                                                  | 1986      | malba; emaily, olej na plechu          | fasáda domu obrazy Jaro, Léto, Podzim, Zima |
| Léto                                                                 | Kategorie „Léto (Rudolf Svoboda)“ na Wikimedia Commons                                           | Hartigova 1958/212 50°5′31,78″ s. š., 14°29′15,79″ v. d.                 | Rudolf Svoboda (1924–1994)                                                      | 1968      | socha, fontána; vračanský mramor, žula | bývalá ubytovna Federálního ministerstva dopravy a spojů |
| Jaro                                                                 | Kategorie „Jaro (Zdeněk Preclík, Jiří Genzer)“ na Wikimedia Commons                              | Hartigova 2596/209 50°5′33,75″ s. š., 14°29′13″ v. d.                    | Zdeněk Josef Preclík (1949–2021) Jiří Genzer (* 1953)                           | 1984      | socha, mramor                          | původně bývalá ubytovna Federálního ministerstva dopravy a spojů (Hartigova 1965/208), v roce 2024 přemístěna na protější stranu ulice (nároží Hartigovy a Na Vrcholu) a zrenovována |
| Kašna                                                                | Kategorie „Kašna (Josef Klimeš)“ na Wikimedia Commons                                            | Hartigova 1956/214 50°5′32,2″ s. š., 14°29′23,32″ v. d.                  | Josef Klimeš (1928–2018)                                                        | 1987      | fontána, kámen                         | bývalá ubytovna Federálního ministerstva dopravy a spojů |
| Patníky                                                              | Kategorie „Patníky (Josef Klimeš)“ na Wikimedia Commons                                          | Hartigova 1956/214 50°5′30,92″ s. š., 14°29′23,04″ v. d.                 | Josef Klimeš (1928–2018)                                                        | 1987      | socha, kámen                           | bývalá ubytovna Federálního ministerstva dopravy a spojů |
| Křídla                                                               | Kategorie „Křídla (Jiří Novák)“ na Wikimedia Commons                                             | Hartigova 1956/214 50°5′31,64″ s. š., 14°29′19,96″ v. d.                 | Jiří Novák (1922–2010) Jiří Novotný (1943–2022)                                 | 1987      | socha, slitiny železa                  | bývalá ubytovna Federálního ministerstva dopravy a spojů |
| Matka s děckem                                                       | Kategorie „Matka s děckem (Bohumil Kozohorský)“ na Wikimedia Commons                             | Hartigova 2497/240a 50°5′28,52″ s. š., 14°29′45,31″ v. d.                | Bohumil Kozohorský (* 1933)                                                     | 1975-1979 | socha, bronz                           | mateřská škola |
| Torzo ženy                                                           | Kategorie „Torzo ženy (Miroslav Jirava)“ na Wikimedia Commons                                    | Hartigova 2502/250 50°5′29,1″ s. š., 14°29′50,84″ v. d.                  | Miroslav Jirava (1931–2002)                                                     | 1961      | socha, umělý kámen                     | Sídliště Jarov |
| Reliéf (†)                                                           |                                                                                                  | Chelčického 2614/43 50°5′1,23″ s. š., 14°27′38,68″ v. d.                 |                                                                                 |           | reliéf                                 | základní škola; odstraněno |
| Zvířata                                                              |                                                                                                  | Chelčického 2614/43 50°5′1,23″ s. š., 14°27′38,68″ v. d.                 | Šárka Radová (* 1949)                                                           | 1982      | socha                                  | původně v jeslích, po roce 1989 soukromá zahrada |
| Anna proletářka                                                      | Kategorie „Statue of Anna proletářka (Praha-Žižkov)“ na Wikimedia Commons                        | Jana Želivského 2400/12 50°5′17,57″ s. š., 14°28′10,15″ v. d.            | Ladislav Kovařík (* 1932)                                                       | 1962      | socha, bronz                           | základní škola, park |
| Kluk                                                                 | Kategorie „Kluk (Jaroslav Hladký)“ na Wikimedia Commons                                          | Jeseniova 2686/204 50°5′26,75″ s. š., 14°28′57,6″ v. d.                  | Jaroslav Hladký (* 1942)                                                        | 1975      | socha, bronz                           | původně pro venkovní plavecký bazén Za Žižkovskou vozovnou |
| Rodina                                                               | Kategorie „Rodina (Vladimír Navrátil, Bohumil Teplý)“ na Wikimedia Commons                       | Jičínská 50°4′41,03″ s. š., 14°27′39,88″ v. d.                           | Vladimír Navrátil (1907–1975)                                                   | 1977      | socha                                  | Metro A-Flora, odstraněno při výstavbě OC Flora , vráceno zpět 25. října 2021 |
| Plus - Minus                                                         | Kategorie „Plus - Minus (Ladislav Kovařík)“ na Wikimedia Commons                                 | K Lučinám 2500/18 50°5′38,14″ s. š., 14°29′27,77″ v. d.                  | Ladislav Kovařík (*1932)                                                        | 1968–1972 | socha, travertin                       | základní škola |
| Jablko                                                               |                                                                                                  | K Lučinám 2500/18 50°5′36,59″ s. š., 14°29′29,39″ v. d.                  | Jiří Kryštůfek (1932–2014)                                                      | 1978      | socha, žula                            | základní škola, zahrada |
| Zvířata                                                              | Kategorie „Zvířata (František Radvan)“ na Wikimedia Commons                                      | Kališnická 50°5′26,17″ s. š., 14°27′55,08″ v. d.                         | František Radvan (* 1922)                                                       | 1985      | socha, pískovec                        | park na Vítkově |
| neuveden                                                             |                                                                                                  | Květinková 50°5′22,09″ s. š., 14°29′35,99″ v. d.                         | Ladislav Kovařík (* 1932)                                                       | 1987      | socha, pískovec                        | vnitroblok Květinková, Buková |
| Miminka                                                              | Kategorie „Babies (Žižkov Tower)“ na Wikimedia Commons                                           | Mahlerovy sady 50°4′51,93″ s. š., 14°27′4,04″ v. d.                      | David Černý (* 1967)                                                            | 2000      | sochy, laminát                         | odhaleno 29. května; Televizní vysílač Praha-Žižkov |
| Žena                                                                 | Kategorie „Socha ženy (Praha 3 Malešická 49)“ na Wikimedia Commons                               | Malešická 2679/49 50°5′13,53″ s. š., 14°29′5,59″ v. d.                   | Jaroslav Bartoš (1926–2010)                                                     | 1974      | socha, pískovec                        | zahrada |
| Domovní znamení (9)                                                  | Kategorie „Domovní znamení (Malešická-Ambrožova)“ na Wikimedia Commons                           | Malešická 2401 – Ambrožova 2409 50°5′14,94″ s. š., 14°28′17,65″ v. d.    | Jan Kutálek (1917–1987)                                                         | 1956      | reliéf, keramika                       | Malešická 2401/21, 2402/23, 2403/25, 2404/27, 2405/29, 2406/31, 2407/33, Ambrožova 2408/1, 2409/3                                                                                    |
| Účelová kamenná plastika                                             |                                                                                                  | Na Rovnosti 50°5′16,39″ s. š., 14°29′21,89″ v. d.                        | Libor Wagner                                                                    | 1982      | socha, pískovec                        | spojnice ulic Na Rovnosti a V Rozkvětu |
| Keramická mříž s ptáčky                                              |                                                                                                  | Na vrcholu 1955/1a 50°5′35,49″ s. š., 14°29′11,76″ v. d.                 | Jiří Laštovička                                                                 | 1983      | keramika                               | mateřská škola |
| Ležící žena                                                          | Kategorie „Ležící žena (Kostas Rizopulos)“ na Wikimedia Commons                                  | Olšanská 2666/7 50°5′2,68″ s. š., 14°28′3,95″ v. d.                      | Kostas Rizopulos                                                                | 1971      | reliéf, vápenec                        | exteriér |
| Návrat z kosmu (†)                                                   |                                                                                                  | Olšanská 2681/6 50°5′1,81″ s. š., 14°28′9,13″ v. d.                      | Rudolf Svoboda (1924–1994)                                                      | 1979      | socha, plech                           | Ústřední telekomunikační budova, parter; roku 1998 byla odstraněna a odvezena neznámo kam, v lednu 2015 nalezena v Plzni ve značně poškozeném stavu                                  |
| Člověk dobývající nové horizonty vesmíru (†)                         |                                                                                                  | Olšanská 2681/6 50°5′1,81″ s. š., 14°28′9,13″ v. d.                      | Sauro Ballardini (* 1925)                                                       | 1980      | mozaika, sklo                          | Ústřední telekomunikační budova, parter; před zbořením budovy odvezena do depozitáře                                                                                                 |
| Strom života (†)                                                     |                                                                                                  | Olšanská 2681/6 50°5′1,8″ s. š., 14°28′9,13″ v. d.                       | Lydie Hladíková (1925–1994) Děvana Mírová (1922–2003) Marie Rychlíková (* 1923) | 1979      | mozaika, keramika                      | Ústřední telekomunikační budova, jídelna |
| Fontána v centru obytného souboru                                    |                                                                                                  | Ondříčkova, Kubelíkova 50°4′55,41″ s. š., 14°27′16,8″ v. d.              | Čestmír Mudruňka (* 1935)                                                       | 1976      | fontána, kozárovická žula              | Původně osazena na sídlišti Prosek, v říjnu 1978 přemístěna na současné místo, roku 2020 opravena                                                                                    |
| Hudba                                                                |                                                                                                  | Ondříčkova 50°4′55,04″ s. š., 14°27′20,02″ v. d.                         | Miroslav Mlynář (* 1938)                                                        | 1983      | reliéf, kámen                          | exteriér |
| Fontána před budovou bývalé Mototechny (†)                           |                                                                                                  | Osiková 2688/2 50°5′27,33″ s. š., 14°29′56,34″ v. d.                     | Karel Velický (* 1926)                                                          | 1976      | fontána, socha; keramika               | před budovou Mototechny na Jarově zaniklo 2004 |
| Jaroslav Hašek                                                       | Kategorie „Statue of Jaroslav Hašek by Karel Nepraš and Karolína Neprašová“ na Wikimedia Commons | Prokopovo náměstí 50°5′11,54″ s. š., 14°27′9,48″ v. d.                   | Karel Nepraš (1932–2002)                                                        | 2005      | socha                                  | exteriér |
| „Strom“ a „Kameny“ (†)                                               |                                                                                                  | Spojovací 50°5′35,41″ s. š., 14°29′47,15″ v. d.                          | Jindřiška Radová (1925–2021)                                                    | 1969      | sousoší; měď, litina, ocel, beton      | Sídliště Chmelnice, torzo sloupku |
| Stuha – pocta Jaroslavu Seifertovi                                   | Kategorie „Stuha - pocta Jaroslavu Seifertovi (Jan Roith)“ na Wikimedia Commons                  | Táboritská 50°5′2,33″ s. š., 14°27′13,19″ v. d.                          | Jan Roith                                                                       | 2016      | kámen                                  | odhaleno 19. září; citát na stuze: To slovo letělo jako pták do sítě hvězd. |
| Milenci                                                              | Kategorie „Milenci (Miroslav Jirava)“ na Wikimedia Commons                                       | U Kněžské louky 50°5′35,87″ s. š., 14°29′33,37″ v. d.                    | Miroslav Jirava (1931–2002)                                                     | 1966      | socha, umělý kámen                     | Sídliště Chmelnice v roce 2020 přemístěno asi o 50 m severněji do parku U Kněžské louky                                                                                              |
| Květy                                                                | Kategorie „Květy (Ladislav Kovařík)“ na Wikimedia Commons                                        | U Kněžské louky 2622/1 50°5′33,13″ s. š., 14°29′33,2″ v. d.              | Ladislav Kovařík (* 1932)                                                       | 1971      | dekorace, dřevo                        | exteriér |
| Rostlinné motivy                                                     | Kategorie „Rostlinné motivy (Petr Svoboda)“ na Wikimedia Commons                                 | Vinohradská 50°4′40,48″ s. š., 14°27′39,96″ v. d.                        | Petr Svoboda (1942–1984)                                                        | 1980      | reliéf                                 | Metro A-Flora, vestibul |
| Alegorie husitství                                                   | Kategorie „Alegorie husitství (relief by Jan Simota)“ na Wikimedia Commons                       | Vinohradská 50°4′43,71″ s. š., 14°28′26,11″ v. d.                        | Jan Simota (1920–2007)                                                          | 1980      | reliéf, bronz                          | Metro A-Želivského, vestibul |
| Jan Želivský a jeho doba                                             | Kategorie „Jan Želivský a jeho doba (mosaic by Jiřina Adamcová)“ na Wikimedia Commons            | Vinohradská 50°4′43,71″ s. š., 14°28′26,1″ v. d.                         | Jiřina Adamcová (1927–2019)                                                     | 1980      | mozaika, kámen                         | Metro A-Želivského, vestibul |
| Fontána Kalich                                                       | Kategorie „Fountain at Želivského station“ na Wikimedia Commons                                  | Vinohradská 50°4′43,28″ s. š., 14°28′24,31″ v. d.                        | František Pašek (* 1922)                                                        | 1980      | fontána, železo                        | Metro A-Želivského |
| Pomník Jana Žižky na Vítkově                                         | Kategorie „Statue of Jan Žižka at Vítkov Hill“ na Wikimedia Commons                              | Vítkov 50°5′18,28″ s. š., 14°26′56,88″ v. d.                             | Bohumil Kafka (1878–1942)                                                       | 1950      | jezdecká socha; bronz, 9x5 m           | odhaleno 14. července; vznik 1932-1950, před Národním památníkem na Vítkově |
| Trychtýře                                                            | Kategorie „Trychtýře (Petra Křivová)“ na Wikimedia Commons                                       | Vítkov 50°5′28″ s. š., 14°27′52,21″ v. d.                                | Petra Křivová (* 1988)                                                          | 2014      | socha                                  | odhaleno 2. října; park, původní záměr prezentace 1 rok |
| Oltář                                                                | Kategorie „Oltář (Pavlína Hlavsová)“ na Wikimedia Commons                                        | Vítkov 50°5′26,24″ s. š., 14°27′50,82″ v. d.                             | Pavlína Hlavsová (* 1988)                                                       | 2014      | plastika, beton                        | odhaleno 2. října; park, původní záměr prezentace 1 rok, avšak dílo zůstalo na místě                                                                                                 |
| Noc                                                                  | Kategorie „Noc (Matouš Lipus)“ na Wikimedia Commons                                              | Vítkov 50°5′26,74″ s. š., 14°27′49,34″ v. d.                             | Matouš Lipus (* 1987)                                                           | 2014      | socha, beton                           | odhaleno v říjnu; park, původní záměr prezentace 1 rok |
| Litopunkturní stéla                                                  |                                                                                                  | Vrch sv. Kříže 50°5′6,71″ s. š., 14°27′37,82″ v. d.                      | Marko Pogačnik (* 1944)                                                         | 2004      | socha, slivenecký mramor               | park |
| Fontána před budovou menzy VŠE (†)                                   |                                                                                                  | náměstí Winstona Churchilla 1938/4 50°4′57,54″ s. š., 14°26′23,75″ v. d. | Rudolf Svoboda (1924–1994)                                                      | 1989      | fontána, nerezová ocel                 | před budovou VŠE zanikla při rekonstrukci 2003–2004 |
| Pomník Winstona Churchilla                                           | Kategorie „Statue of Winston Churchill in Žižkov“ na Wikimedia Commons                           | náměstí Winstona Churchilla 50°5′4,52″ s. š., 14°26′28,22″ v. d.         | Ivor Robert-Jones (1913–1996)                                                   | 1999      | socha; bronz                           | park |
| Sluneční hodiny                                                      |                                                                                                  | Za Žižkovskou vozovnou 2716/19 50°5′37,35″ s. š., 14°28′34,9″ v. d.      | neuveden                                                                        | 1980–1989 | socha, kámen                           | Sportovní a rekreační areál Pražačka |